# Mihlberg (Wüstung)

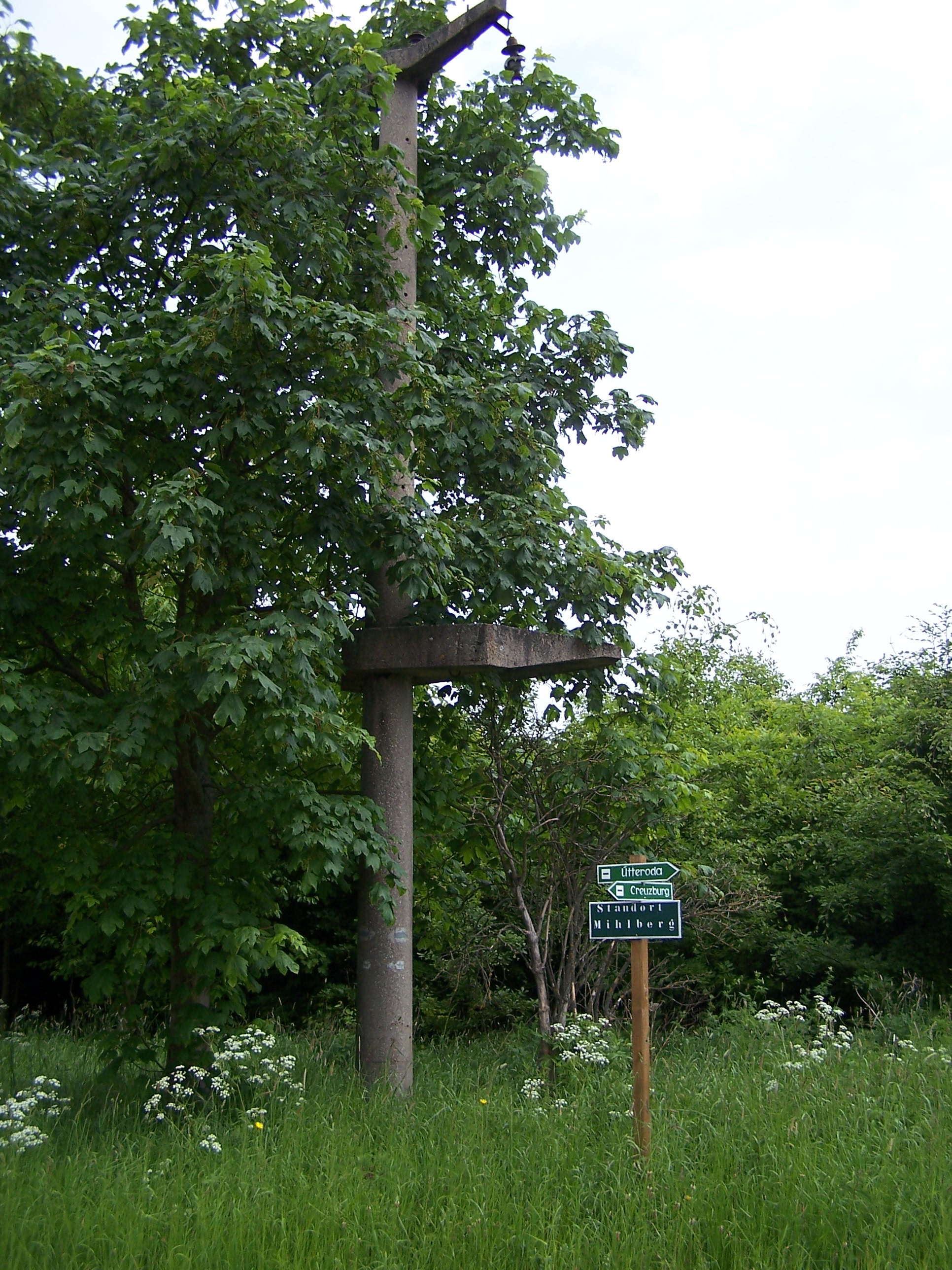
Reste des Gehöfts Mihlberg

Mihlberg war eine Kleinsiedlung nördlich von Eisenach im heutigen Wartburgkreis in Thüringen.

## Lage
Die Kleinsiedlung befand sich östlich von Creuzburg und südlich von Buchenau auf dem Mihlberg am Westrand einer mittelalterlichen Rodungsfläche. Die Größe der Flur betrug 74,4 ha, davon Höfe und Gärten 1,3 ha, Wiesen 1,0 ha, Ackerfläche 66,2 ha. Wald 3,5 ha, Teiche, Bäche und Flüsse 0,1 ha, auf Wege, Triften, Ödland und Obstbauplantagen entfielen 2,36 ha.

## Geschichte
Auf Grund einer Verwaltungsreform wurden 1922 die Ortschaften Ebenau, Buchenau, Eschenborn, Mihlberg und Hahnroda nach Creuzburg eingemeindet. 1925 wurde dies in Teilen rückgängig gemacht und die Gemeinde Buchenau zu einer eigenständigen Gemeinde mit den Ortsteilen Ebenau, Eschenborn, Mihlberg und Hahnroda aufgewertet. Diese Gebietsstruktur hatte bis 1962 Bestand, als Ebenau, Eschenborn und Mihlberg erneut nach Creuzburg umgemeindet wurden. Wenige Monate später wurden die Kleinsiedlungen Eschenborn und Mihlberg im Zuge der verschärften DDR-Grenzsicherung unter der „Aktion Kornblume“ geräumt und die Häuser wurden bis 1964 abgebrochen. (Bis 1975 lag die Stadt Creuzburg im Grenzsperrbezirk der DDR.)